# Wolf-Michael Weber
Wolf-Michael Weber (* 1954) ist Professor für Zoologie an der Westfälischen Wilhelms-Universität in Münster. Er war von 2009 bis 2010 Präsident der Deutschen Zoologischen Gesellschaft.

## Leben
Von 1976 bis 1986 studierte Weber Biologie und Biochemie an der Universität des Saarlandes in Saarbrücken. Er schrieb seine Diplomarbeit zu Influence of IR-laser light on metabolic rates of cell cultures of Saccheromyces cervisiae. Von 1987 bis 1989 promovierte er am Max-Planck-Institut für Biophysik in Frankfurt/Main bei W. Schwarz. Thema seiner Dissertation ist Comparison of endogenous glucose uptake systems of Xenopus oocytes with foreign expressed glucose transporters. 1989 wurde er Chef der Forschungs- und Entwicklungsabteilung von Heka Electronics in Lambrecht. 1991 bis 1992 hatte er eine Postdoc-Stelle am Institut für Veterinär-Physiologie der Freien Universität Berlin bei W. Clauss inne. 1992 wechselte er an das thematisch gleich arbeitende Institut der Justus-Liebig-Universität Gießen.
Schließlich wurde er im April 1993 Assistenz-Professor (C1) und Leiter der Zellbiologie und Elektrophysiologie in Gießen. Im Dezember 1996 folgte die Habilitation in „Animal Physiology“ mit dem Thema Comparison of endogenous and expressed transport systems in oocytes of Xenopus laevis. Von 1999 bis 2002 war er Assistant Professor an der medizinischen Fakultät der Katholieke Universiteit Leuven (Belgien), Department Molecular Biology im Laboratory of Physiology. Seit 2002 hat er eine Vollprofessur in Münster inne.